# Флаг Видяева
Флаг муниципального образования ЗАТО посёлок Видя́ево Мурманской области Российской Федерации — опознавательно-правовой знак, составленный и употребляемый в соответствии с вексиллологическими (флаговедческими) принципами, служащий символом посёлка, единства его территории, населения, прав и самоуправления. Флаг является, наряду с основным муниципальным символом — гербом, официальным символом.
Флаг утверждён 31 января 2006 года и 20 февраля 2006 года внесён в Государственный геральдический регистр Российской Федерации с присвоением регистрационного номера 2185.
28 февраля 2006 года, решением Совета депутатов ЗАТО посёлок Видяево № 179, было утверждено положение об использовании флага ЗАТО Видяево.

## Описание
«Флаг посёлка Видяево представляет собой прямоугольное трёхцветное полотнище.
Сверху полотнища по всей длине горизонтальная полоса синего (лазоревого) цвета шириной 1/4 от ширины флага.
Нижняя часть полотнища разделена на три треугольника — по краям — прямых красного (червлёного) цвета с вершинами по краю нижней части синей полосы в верхней части полотнища, в центре — треугольник жёлтого (золотого) цвета с вершиной по краю нижней части полотнища.
Площадь жёлтого (золотого) треугольника равна площади двух боковых прямоугольных (красных) треугольников.
В центре жёлтого (золотого) треугольника изображение чёрного дельфина».

## Обоснование символики
Символика флага воспроизводит основные элементы символики герба посёлка.
Верхняя синяя (лазоревая) часть — означает место нахождения ЗАТО Видяево в Заполярье.
Червлёный (красный) цвет части полотнища — символ доблести и мужества.
Изображение чёрного дельфина в центре полотнища символизирует подводные силы ВМФ — основную профессию жителей ЗАТО Видяево — военных моряков.